# Jill Hennessy

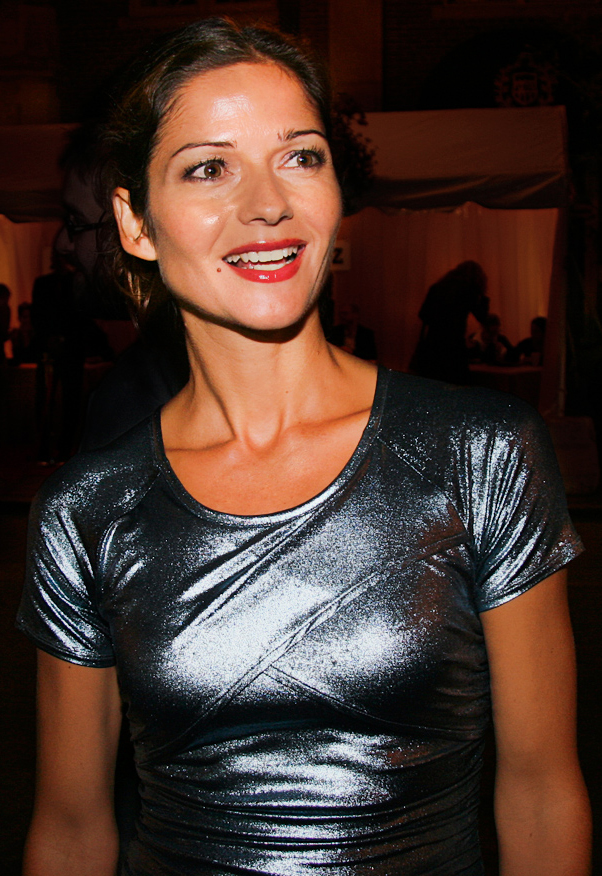
Jill Hennessy beim Toronto International Film Festival (2010)

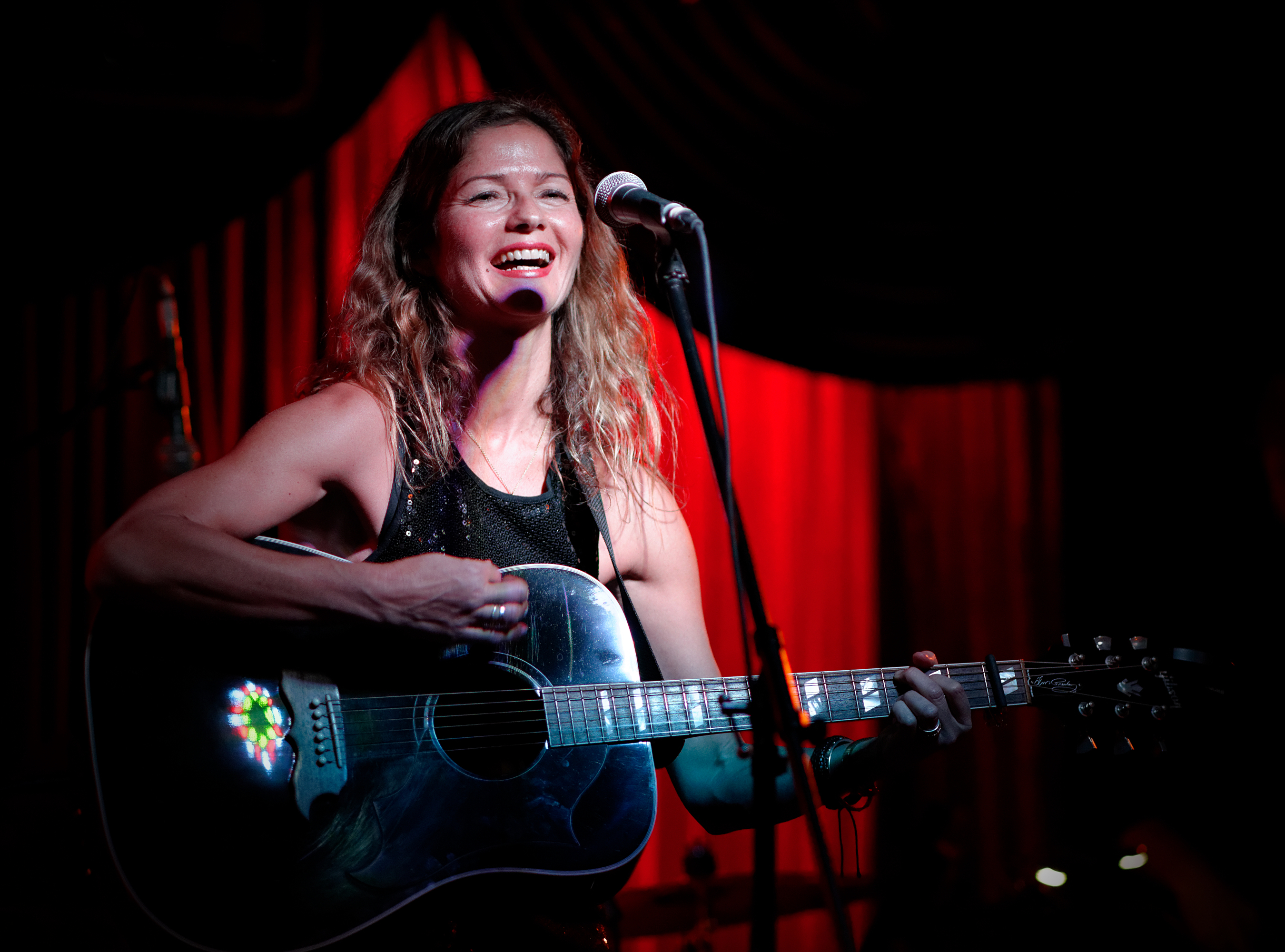
Jill Hennessy bei einem Auftritt in The Mint (2015)

Jillian „Jill“ Noel Hennessy (* 25. November 1968 in Edmonton, Alberta, Kanada) ist eine kanadische Schauspielerin und Musikerin, die in Europa vornehmlich durch die titelgebende Hauptrolle in der Krimiserie Crossing Jordan – Pathologin mit Profil bekannt ist.

## Leben
Hennessy wuchs mit ihrer Zwillingsschwester Jacqueline Hennessy und ihrem jüngeren Bruder John Jr. Hennessy bei ihrem Vater, einem Fleischhändler, auf. Die Mutter, Maxine Hennessy, hatte die Familie verlassen. Durch ihre multinationale Abstammung sprechen sie und ihre Geschwister fünf Sprachen. Hennessy selbst spricht neben Englisch fließend Italienisch, Spanisch, Französisch und Deutsch.
Nach der High School wurde Hennessy Schauspielerin und trat in zahlreichen Fernsehserien und Filmen auf. 1993 gehörte sie zum engsten Kreis der Kandidatinnen für die Rolle der Dana Scully in dem Serienhit Akte X – Die unheimlichen Fälle des FBI. Der Part ging jedoch an Gillian Anderson, woraufhin sich Hennessy der Serie Law & Order zuwandte, in der sie in der Rolle der Staatsanwältin Claire Kincaid Popularität erlangte. Zwischen 1993 und 1996 war sie in 68 Folgen der Serie zu sehen. Es folgten Rollen in den verschiedensten Hollywood-Produktionen wie z. B. Molly (1999) mit Elisabeth Shue und Es begann im September (2000) mit Richard Gere und Winona Ryder.
Im Jahr 2000 heiratete Hennessy den Schauspieler Paolo Mastropietro. 2001 plante der Sender NBC eine neue Krimiserie um eine schlagfertige Pathologin und ihr Team. Die Serie Crossing Jordan – Pathologin mit Profil mit Hennessy in der Hauptrolle lief von 2001 bis 2007 mit großem Erfolg. 2003 war Hennessy mit ihrem ersten Sohn schwanger, sodass der Start der dritten Staffel um knapp sechs Monate verschoben wurde.
Nach dem Ende der Serie folgten weitere Fernseh- und Filmauftritte. Ihr Schaffen umfasst rund 60 Produktionen.
Im Juni 2009 erschien ihr erstes Musikalbum, Ghost In My Head, das in Austin, Texas, aufgenommen wurde. Ihr zweites Album, I Do, wurde 2015 veröffentlicht.

## Filmografie (Auswahl)

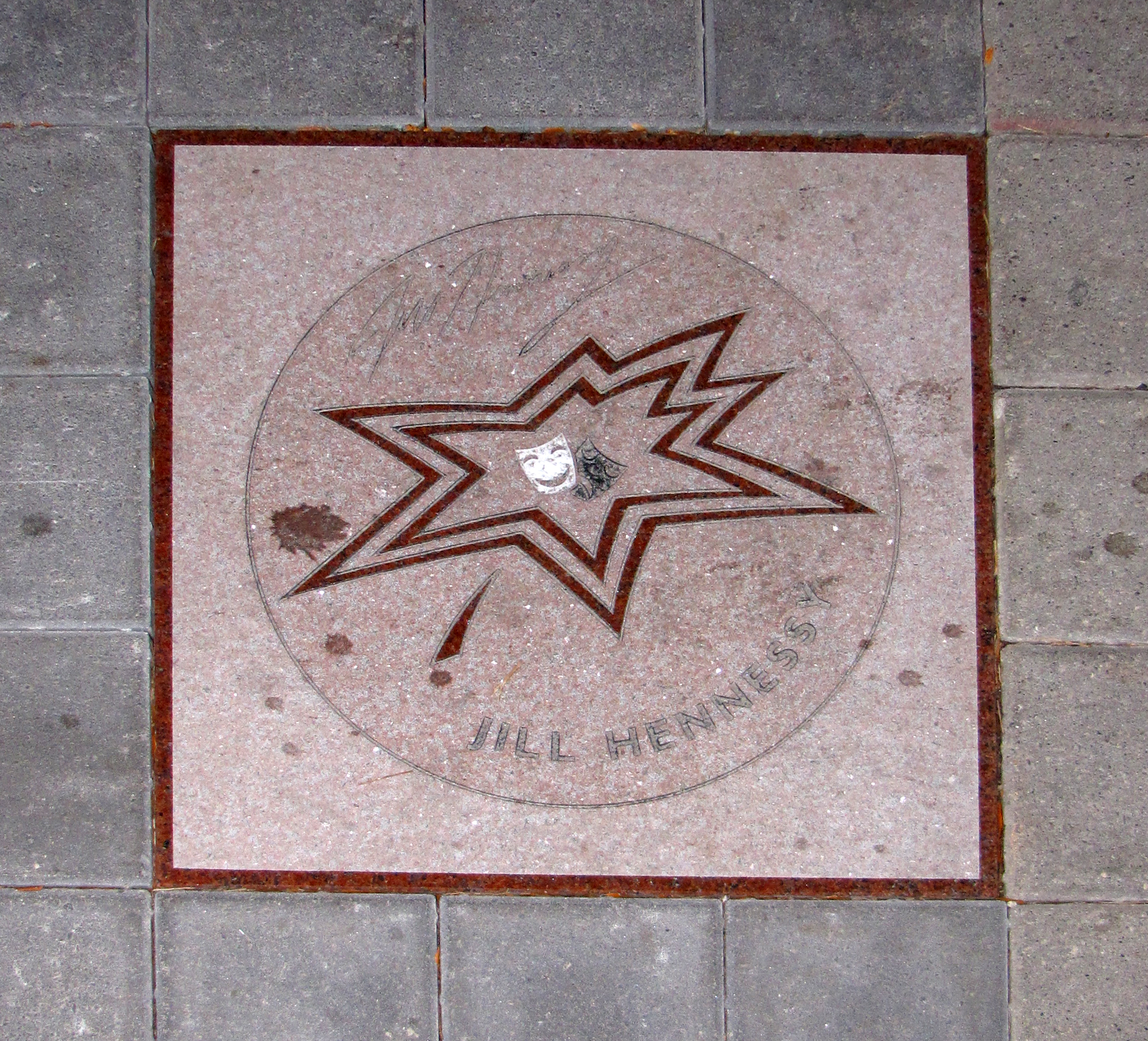
Jill Hennessys Stern auf dem Canadian Walk of Fame

- 1988: Die Unzertrennlichen (Dead Ringers)
- 1989: Der Hitchhiker (The Hitchhiker, Fernsehserie, 2 Folgen)
- 1989–1990: Erben des Fluchs (Friday the 13th: The Series, Fernsehserie, 4 Folgen)
- 1993: RoboCop 3
- 1993: Trip nach Tunis
- 1993–1996: Law & Order (Fernsehserie, 68 Folgen)
- 1994: Schlagzeilen (The Paper)
- 1996: Kiss & Tell
- 1996: I Shot Andy Warhol
- 1997: America’s Most Wanted
- 1997: A Smile Like Yours – Kein Lächeln wie Deins (A Smile Like Yours)
- 1998: Weekend Getaway
- 1998: Dead Broke
- 1999: Komodo – The Living Terror (Komodo)
- 1999: Molly
- 1999: Chutney Popcorn
- 1999: Two Ninas
- 1999: The Florentine
- 1999: Row Your Boat
- 2000: Es begann im September (Autumn in New York)
- 2000: Nürnberg – Im Namen der Menschlichkeit (Nuremberg)
- 2000: The Acting Class
- 2001: Exit Wounds – Die Copjäger (Exit Wounds)
- 2001: Jackie, Ethel, Joan: The Women of Camelot
- 2001–2007: Crossing Jordan – Pathologin mit Profil (Crossing Jordan, Fernsehserie, 117 Folgen)
- 2002: Pipe Dream – Lügen haben Klempnerbeine (Pipe Dream)
- 2002: Love in the Time of Money
- 2004–2006: Las Vegas (Fernsehserie, 3 Folgen)
- 2007: Born to be Wild – Saumäßig unterwegs (Wild Hogs)
- 2008: Lymelife
- 2010: Small Town Murder Songs
- 2011: Roadie
- 2011–2012: Luck (Fernsehserie, 9 Folgen)
- 2012: Dawn Rider
- 2012: Sunshine Sketches of a Little Town (Fernsehfilm)
- 2013: The Cop – Crime Scene Paris (Jo, Fernsehserie, 8 Folgen)
- 2014: Good Wife (The Good Wife, Fernsehserie, 3 Folgen)
- 2015–2016: Madam Secretary (Fernsehserie, 15 Folgen)
- 2017: The Blacklist (Fernsehserie, Folge 4x11)
- 2017: Shots Fired (Fernsehserie, 8 Folgen)
- 2017: Don’t Sleep
- 2018: Yellowstone (Fernsehserie, Folge 1x01)
- 2018: Bull (Fernsehserie, 2 Folgen)
- 2018: Lost in Time
- 2018: Crawford (Fernsehserie, 12 Folgen)
- 2019: Standing Up, Falling Down
- 2019: Crypto – Angst ist die härteste Währung (Crypto)
- 2019–2022: City on a Hill (Fernsehserie, 26 Folgen)
- 2022: The Road to Galena
- 2023: Accused (Fernsehserie, Folge 1x01)
- 2024: Madame Web

## Diskografie
- 2009: Ghost In My Head
- 2015: I Do